# Лотицационе П.И.П. Пасо Колмурано (Мачерата)
Лотицационе П.И.П. Пасо Колмурано (итал. Lottizzazione P.I.P. Passo Colmurano) насеље је у Италији у округу Мачерата, региону Марке.
Према процени из 2011. у насељу је живело 10 становника. Насеље се налази на надморској висини од 245 м.